# 佐野優子
佐野 優子（さの ゆうこ、1979年7月26日 - ）は、日本の元女子バレーボール選手。引退前の2015年からケイブロス（川合俊一が代表の事務所）に所属。

## 来歴
大阪府高槻市出身。小学校4年生の時からバレーボールを始め、1991年に全日本バレーボール小学生大会に出場。中学時代には、さわやか杯に出場。京都府立北嵯峨高校では、インターハイに出場し3位・優秀選手に輝く。
1998年、ユニチカに入社。2000年、ユニチカの廃部でチームごと東レに移籍。2002年、全日本代表初選出。同年世界選手権に出場。2002-03年の第9回Vリーグでサーブレシーブ賞、ベストリベロ賞を受賞し中心選手として活躍していたが、2003年8月、移籍同意書が得られないまま東レを退社。規定で移籍してもリーグ戦に出場できない状態となり、同年11月のワールドカップにはJVA所属として出場した。
2004年アテネオリンピック・世界最終予選直前に代表メンバーから外れ、アテネオリンピックに出場できなかった。2004年5月、フランスリーグのRCカンヌに入団。2シーズン在籍し、2005-2006年の欧州チャンピオンズリーグではベストリベロ賞を受賞した。
2006年6月、久光製薬スプリングスに入団。2007年、2006-07Vプレミアリーグで久光のリーグ優勝に貢献し、ベストリベロ賞を受賞。日韓Vリーグトップマッチ、第56回黒鷲旗大会との公式戦3冠に大きく貢献した。
2007年、全日本に復帰。同年開催のワールドカップに出場し、ベストレシーバー賞・ベストディガー賞を受賞。2008年、2007-08プレミアリーグでサーブレシーブ賞、ベストリベロ賞を受賞した。同年8月、北京オリンピックに出場。2008-09Vプレミアリーグで準優勝し、敢闘賞、ベストリベロ賞、サーブレシーブ賞を獲得。
2009年、平成21年度天皇杯・皇后杯全日本バレーボール選手権大会で初優勝に大きく貢献した。同年12月24日、自身のオフィシャルブログを開設。
2010年7月、久光製薬を退団。2010年8月、アゼルバイジャン1部リーグのイトゥサチ・バクーに移籍。同年開催の世界選手権に出場し、銅メダルを獲得。
2011年のワールドカップでベストディガー部門1位、ベストリベロ部門2位に入る活躍でブラジル、アメリカ撃破の原動力となった。
2012年6月、ロンドンオリンピックの代表メンバーに選出された。佐野自身は2大会連続出場で、女子バレーボールではロサンゼルスオリンピック（1984年）以来28年振りとなる全日本のメダル（銅メダル）獲得に貢献した。同年11月からトルコリーグの強豪であるガラタサライに欧州チャンピオンズリーグ期間までの契約で移籍。
2013年3月、欧州チャンピオンズリーグにて、木村沙織の移籍先であるワクフバンクと対戦したが敗退。同シーズンでベストレシーバー賞を受賞した。
2013年シーズン終了後の4月26日、新シーズンよりスイスのヴォレロ・チューリッヒに移籍することを発表した。
2014年1月、デンソーエアリービーズ入団が発表された。同年4月、日本代表にアシスタントコーチ兼任として復帰し、同年8月に開催されたワールドグランプリでは全日本チーム初となる銀メダル獲得に大きく貢献し、MVPならびにベストリベロ賞を獲得した。同年9月の世界選手権は体調不良のため不参加となった。
2015年5月、黒鷲旗大会を最後に現役を引退することが発表された。8月のワールドカップでは試合会場のゲスト解説者としてテレビ中継番組に出演した。
2021年頃から嵐山でクレープ店を営んでいる。

## 人物・エピソード
- ニックネームはタレントの佐野量子に由来するリョウ。
- 2003年ワールドカップでは、セッター竹下佳江とともに『バレー界のミニモニコンビ』と言われた。
- RCカンヌ入団当時、チームユニフォームはバレーブルマーだったため、日本人で唯一（最後）の着用選手となった。
- 久光入団時、登録名を佐野 由宇子にしていたが、2006年11月に本名に戻した。

## 所属チーム
- 清水小
- 上牧中
- 北嵯峨高等学校
- ユニチカ・フェニックス（1998-2000年）
- 東レアローズ（2000-2003年）
- RCカンヌ（2004-2006年）
- 久光製薬スプリングス（2006-2010年）
- イトゥサチ・バクー（2010-2012年）
- ガラタサライ（2012-2013年）
- ヴォレロ・チューリッヒ（2013-2014年）
- デンソーエアリービーズ（2014-2015年）

## 球歴
- 全日本代表 - 2002-2003年、2007-2012年、2014年
- 全日本代表としての主な国際大会出場歴
  - オリンピック - 2008年、2012年
  - 世界選手権 - 2002、2010年
  - ワールドカップ - 2003年、2007年、2011年
  - ワールドグランプリ - 2007年、2008年、2009年、2010年、2011年、2012年、2014年

## 受賞歴
- 2003年 - バレーボール第9回Vリーグ サーブレシーブ賞、ベストリベロ賞
- 2006年 - 欧州チャンピオンズリーグ ベストリベロ賞
- 2007年 - 2006-07Vプレミアリーグ ベストリベロ賞
- 2007年 - アジアクラブ選手権 ベストレシーバー賞
- 2007年 - アジア選手権 ベストレシーバー賞
- 2007年 - ワールドカップ ベストレシーバー賞、ベストディガー賞
- 2008年 - 2007-08Vプレミアリーグ サーブレシーブ賞、ベストリベロ賞
- 2008年 - バレーボールワールドグランプリ2008 ベストリベロ賞
- 2009年 - 2008-09Vプレミアリーグ サーブレシーブ賞、ベストリベロ賞、ベスト6賞、敢闘賞
- 2010年 - トリノ国際 ベストリベロ賞
- 2011年 - ワールドカップ ベストディガー賞[13]
- 2012年 - 上月スポーツ賞
- 2013年 - 欧州チャンピオンズリーグ ベストレシーバー賞
- 2014年 - ワールドグランプリ2014 MVP・ベストリベロ賞